# برنارد بلير (سياسي)
برنارد بلير (بالإنجليزية: Bernard Blair)‏ هو محامي وسياسي أمريكي، ولد في 24 مايو 1801 في ويليامزتاون في الولايات المتحدة، وتوفي في 7 مايو 1880 في الولايات المتحدة. حزبياً، نشط في حزب اليمين. وقد انتخب عضو مجلس النواب الأمريكي.